# Естонија на Летњим олимпијским играма 2008.
Естонијије ово били десето учешће на Летњим олимпијским играма. Естонска делегација, је на Олимпијске игре 2008. у Пекингу била најбројнија у историји нације на играма. Естонија је била заступљена са 47 учесника од који су била 34 мушкарца и 13 жена у 13 спортова. Најстарији и најискуснији, спортиста у екипи био је веслач Јури Јансон (43) за кога су ово биле 6 игре, а најмлађа је била пливачица Ана-Лиза Полд, која ја на играма прославила 18 рођендан.
Естонски олимпијски тим је заузео 46 место у укупном пласману, са једном златном и једном сребрном медаљом.
Заставу Естоније на свечаном отварању Олимпијских игара 2008. носио је џудиста Мартин Падар.

## Учесници по дисциплинама
| Спорт               | Мушкарци | Жене | Укупно |
| ------------------- | -------- | ---- | ------ |
| Атлетика            | 9        | 5    | 14     |
| Бадминтон           | 1        | 1    | 2      |
| Бициклизам          | 3        | 1    | 4      |
| Мачевање            | 1        | 0    | 1      |
| Џудо                | 1        | 0    | 1      |
| Ритмичка гимнастика | 0        | 1    | 1      |
| Одбојка на песку    | 2        | 0    | 2      |
| Једрење             | 2        | 0    | 3      |
| Пливање             | 6        | 3    | 9      |
| Стрељаштво          | 1        | 0    | 1      |
| Веслање             | 7        | 0    | 7      |
| Тенис               | -        | 2    | 2      |
| Триатлон            | 1        | -    | 1      |
| Укупно(13)          | 34       | 13   | 47     |

| Спорт    | Дисциплина     | Муш. /Жене | Резултат | Спортиста         |
| -------- | -------------- | ---------- | -------- | ----------------- |
| Атлетика | 1500 м         | М          | 3:38,59  | Tiidrek Nurme     |
| Пливање  | 50 м слободно  | М          | 22,37    | Мико Молберг      |
|          | 200 м слободно | М          | 1:51,27  | Владимир Сидоркин |
|          | 100 м прсно    | М          | 1:02,46  | Марти Аланд       |
|          | 200 м слободно | Ж          | 2:00,64  | Елина Партека     |
|          | 200 м делфин   | Ж          | 59,43    | Triin Aljand      |

## Освајачи медаља

### Злато
- Герд Кантер — атлетика, бацање диска

### Сребро
- Тони Ендерксон и Јури Јансон — веслање, дубл скул

## Атлетика
Естонија је послала на олимпијске игре у Пекингу атлетску репрезентацију са 14 атлетичара од којих је било 5 жена и 9 мушкараца.

### Мушкарци
Тркачке дисциплине
| Атлетичар Лични рекорд | Дисциплина | Група    | Група | Четвртфинале | Четвртфинале | Полуфинале       | Полуфинале       | Финале           | Финале           | Детаљи |
| Атлетичар Лични рекорд | Дисциплина | Резултат | Место | Резултат     | Место        | Резултат         | Место            | Резултат         | Место            | Детаљи |
| ---------------------- | ---------- | -------- | ----- | ------------ | ------------ | ---------------- | ---------------- | ---------------- | ---------------- | ------ |
| Tiidrek Nurme 3:42,69  | 1500 м     | 3:38,59  | 22/50 |              |              | Није се пласирао | Није се пласирао | Није се пласирао | Није се пласирао | НР     |
| Павел Лоскутов 2:08:53 | Маратон    |          |       |              |              |                  |                  | 2:39:01          | 75/98            |        |

Техничке дисциплине
| Атлетичар Лични рекорд  | Дисциплина   | Квалификације | Квалификације | Квалификације | Квалификације | Финале           | Финале           | Финале           | Финале           | Финале           | Финале           | Финале           | Финале | Детаљи |
| Атлетичар Лични рекорд  | Дисциплина   | 1 покушај     | 2 покушај     | 3 покушај     | Место         | 1 круг           | 2 круг           | 3 круг           | 4 круг           | 5 круг           | 6 круг           | Најбољи резултат | Место  | Детаљи |
| ----------------------- | ------------ | ------------- | ------------- | ------------- | ------------- | ---------------- | ---------------- | ---------------- | ---------------- | ---------------- | ---------------- | ---------------- | ------ | ------ |
| Тави Петре 20,30        | Бацање кугле | X             | X             | 19,57         | 26/45         | Није се пласирао | Није се пласирао | Није се пласирао | Није се пласирао | Није се пласирао | Није се пласирао | 19,57            | 26     |        |
| Герд Кантер 73,38       | Бацање диска | 59,65         | 64,66         | -             | 5/37          | 63,44            | 66,38            | 62,75            | 68,82            | x                | 65,98            | 68,82            | 1      | Злато  |
| Александар Тамерт 70,82 | Бацање диска | 57,79         | 61,57         | 63,10         | 10/37         | x                | 61,32            | 61,38            | Није се пласирао | Није се пласирао | Није се пласирао | 61,38            | 12     |        |
| Март Израел 66,56       | Бацање диска | 61,98         | 59,78         | 61,63         | 14/37         | Није се пласирао | Није се пласирао | Није се пласирао | Није се пласирао | Није се пласирао | Није се пласирао | 61.98            | 14     |        |
| Mihkel Kukk 81,77       | Бацање колља | 63,42         | 70,55         | 75,56         | 21/38         | Није се пласирао | Није се пласирао | Није се пласирао | Није се пласирао | Није се пласирао | Није се пласирао | 75,56            | 21     |        |

Вишебој
| Десетобој     | Дисциплина | Mikk Pahapill | Mikk Pahapill | Mikk Pahapill | Андрес Раја | Андрес Раја | Андрес Раја | Детаљи |
| Десетобој     | Дисциплина | Резултат      | Поени         | Пласман       | Резултат    | Поени       | Пласман     | Детаљи |
| ------------- | ---------- | ------------- | ------------- | ------------- | ----------- | ----------- | ----------- | ------ |
|               | 100 м      | 11,15         | 827           | 22            | 10,89 (ЛР)  | 885         | 8           |        |
| Скок удаљ     | 7,04       | 823 (1650)    | 23            | 7,29          | 883 (1768)  | 11          |             |        |
| Бацање кугле  | 14,36      | 750 (2400)    | 19            | 14,79         | 777 (2545)  | 15          |             |        |
| Скок увис     | 2,11 (РС)  | 906 (3306)    | 2             | 1,96          | 767 (3312)  | 18          |             |        |
| 400 м         | 50,90      | 774 (4080)    | 26            | 48,98 (РС)    | 862 (4174)  | 11          |             |        |
| 110 м препоне | 14,51      | 910 (4990)    | 15            | 14,06         | 967 (5141)  | 3           |             |        |
| Бацање диска  | 49,35 (ЛР) | 857 (5847)    | 5             | 39,83         | 661 (5802)  | 26          |             |        |
| Скок мотком   | 4,80       | 849 (6696)    | 8             | 4,80 (=ЛР)    | 849 (6651)  | 8           |             |        |
| Бацање копља  | 67,07 (ЛР) | 845 (7541)    | 5             | 67,16 (ЛР)    | 846 (7497)  | 4           |             |        |
| 1.500 м       | 4:47.03    | 637 (8178)    | 17            | 4:49.60       | 621 (8118)  | 18          |             |        |
|               | Укупно     |               | 8178 (ЛР)     | 11            |             | 8118 (ЛР)   | 13          |        |

### Жене
Техничке дисциплине
| Атлетичар Лични рекорд | Дисциплина   | Квалификације | Квалификације | Квалификације | Квалификације | Финале            | Финале            | Финале            | Финале            | Финале            | Финале            | Финале           | Финале | Детаљи         |
| Атлетичар Лични рекорд | Дисциплина   | 1 покушај     | 2 покушај     | 3 покушај     | Место         | 1 круг            | 2 круг            | 3 круг            | 4 круг            | 5 круг            | 6 круг            | Најбољи резултат | Место  | Детаљи         |
| ---------------------- | ------------ | ------------- | ------------- | ------------- | ------------- | ----------------- | ----------------- | ----------------- | ----------------- | ----------------- | ----------------- | ---------------- | ------ | -------------- |
| Ана Иљуштшенко 1,91    | Скок увис    | 1,80 o        | 1,85 xxo      | 1,89 xo       | 21/32         | Није се пласирала | Није се пласирала | Није се пласирала | Није се пласирала | Није се пласирала | Није се пласирала | 1,89             | 21     |                |
| Kaire Leibak 14,43     | Троскок      | 14,19         | 14,07         | X             | 11/32         | 12,19             | 14,13             | X                 | Није се пласирала | Није се пласирала | Није се пласирала | 14,13            | 10     |                |
| Ксенија Балта 6,80     | Скок удаљ    | X             | 6,38          | X             | 27/42         | Није се пласирала | Није се пласирала | Није се пласирала | Није се пласирала | Није се пласирала | Није се пласирала | 6,38             | 27     |                |
| Моника Ава 61,42       | Бацање копља | X             | 56,94         | X             | 26/54         | Није се пласирала | Није се пласирала | Није се пласирала | Није се пласирала | Није се пласирала | Није се пласирала | 56,94            | 26     | [ мртва веза ] |

Вишебој
| Име       | Дисцип.  | 100 м преп. | 100 м преп. | Скок увис | Скок увис | Бацање кугле | Бацање кугле | 200 м    | 200 м | Скок удаљ | Скок удаљ | Бацање копља | Бацање копља | 800 м      | 800 м | Укупно | Укупно   | Детаљи |
| Име       | Дисцип.  | Рез.        | Поен        | Резултат  | Поени     | Рез.         | Поен         | Рез.     | Поен  | Рез.      | Поен      | Рез.         | Поен         | Рез.       | Поен  | Укупно | Место    | Детаљи |
| --------- | -------- | ----------- | ----------- | --------- | --------- | ------------ | ------------ | -------- | ----- | --------- | --------- | ------------ | ------------ | ---------- | ----- | ------ | -------- | ------ |
| Каја Канд | Седмобој | 14,47       | 913         | 1,65      | 795       | 12,91        | 721          | 25,49 РС | 842   | 5,75      | 774       | 42,51 ЛР     | 716          | 2:13,36 ЛР | 916   | 5677   | 33/43 РС |        |

## Бадминтон
Ово је било прво учешће представника на олимпијским играма у бадминтону. Оба представника су изгубила и 1. колу и нису се квалификовала за даље такмичење.

### Мушкарци
| Такмичар  | Дисциплина  | Коло 32 такмичара                | коло 16 такмичара  | Четвртфинале       | Полуфинале         | Финале             | Финале  | Детаљи |
| Такмичар  | Дисциплина  | Противник Резултат               | Противник Резултат | Противник Резултат | Противник Резултат | Противник Резултат | Пласман | Детаљи |
| --------- | ----------- | -------------------------------- | ------------------ | ------------------ | ------------------ | ------------------ | ------- | ------ |
| Раул Муст | Појединачно | Ваха Пољска · 0-2 (14-21, 15-21) | Није се пласирао   | Није се пласирао   | Није се пласирао   | Није се пласирао   |         |        |

### Жене
| Такмичарка  | Дисциплина  | Коло 32 такмичара                       | коло 16 такмичара  | Четвртфинале       | Полуфинале         | Финале             | Финале  | Детаљи |
| Такмичарка  | Дисциплина  | Противник Резултат                      | Противник Резултат | Противник Резултат | Противник Резултат | Противник Резултат | Пласман | Детаљи |
| ----------- | ----------- | --------------------------------------- | ------------------ | ------------------ | ------------------ | ------------------ | ------- | ------ |
| Кати Толмоф | појединачно | Magee Ирска · 1-2 (21-18, 18-21, 19-21) | Није се пласирала  | Није се пласирала  | Није се пласирала  | Није се пласирала  |         |        |

## Бициклизам

### Друмски бициклизам

#### Мушкарци
| Такмичар      | Дисциплина   | Врема                 | Пласман |
| ------------- | ------------ | --------------------- | ------- |
| Tanel Kangert | Друмска трка | 6:36:48 (+12:59)      | 69/143  |
| Rein Taaramäe | Друмска трка | 6:30:49 (+7:00)       | 48/143  |
| Rein Taaramäe | Хронометар   | 1:05:47,33 (+3:35,90) | 17/39   |

#### Жене
| Такмичарка   | Дисциплина   | Врема            | Пласман |
| ------------ | ------------ | ---------------- | ------- |
| Grete Treier | Друмска трка | 3:33:17 (+00:53) | 30/66   |

У дисцилини друмски бициклизам Естонију су у Пекингу представљала два такмичара и једна такмичарка. Ово је био први пут да се једна Естонка квалификовала да учествује у бициклизиму на олимпијским играма. Најбољи резултат естонске екипе постигао је Rein Taaramäe освојивши 17 место.

### Писта
Спринт
| Такмичар        | Дисциплина | Квалификацје | Квалификацје           | шенаестина финала (Репасаж) | осмина финала (Репасаж) | четвртфинале           | полуфинале             | Финале (5—12 место) | Финале (5—12 место) |
| Такмичар        | Дисциплина | Време Брзина | Противник Време Брзина | Противник Време Брзина      | Противник Време Брзина  | Противник Време Брзина | Противник Време Брзина | Пласман             |                     |
| --------------- | ---------- | ------------ | ---------------------- | --------------------------- | ----------------------- | ---------------------- | ---------------------- | ------------------- | ------------------- |
| Данијел Новиков | Спринт     | 11.187s      | 21/21                  | Није се пласирао            | Није се пласирао        | Није се пласирао       | Није се пласирао       | Није се пласирао    | 21                  |

## Веслање

### Мушкарци
| Такмичар(и)                                        | Дисциплина    | Групе            | Групе | Репасаж | Репасаж | Четвртфинале     | Четвртфинале | Полуфинале        | Полуфинале        | Финале            | Финале |
| Такмичар(и)                                        | Дисциплина    | Време            | Место | Време   | Место   | Време            | Место        | Време             | Место             | Време             | Место  |
| -------------------------------------------------- | ------------- | ---------------- | ----- | ------- | ------- | ---------------- | ------------ | ----------------- | ----------------- | ----------------- | ------ |
| Андреј Јемсе                                       | Скиф          | 7:48,20 (+19,44) | 4     |         |         | 7:05,48 (+15,20) | 4            | Није се пласирао  | Није се пласирао  | Није се пласирао  | 17/33  |
| Тони Ендрексон Јиру Јансон                         | Дубл скул     | 6:27,95 (+1.62)  | 3     |         |         |                  |              | 6:21,11 (+2,25)   | 2                 | 6:29,05 (+1,69)   | 2      |
| Игор Кузмин Владимир Латин Алар Раја Каспар Тоимсо | Четверац скул | 5:42,22 (+6,02)  | 4     | 6:01,46 | 1       | 5:54,57 (+3,37)  | 3            | Нису се пласирали | Нису се пласирали | Нису се пласирали | 9      |

## Једрење

### Мушкарци
| Такмичар     | Дисциплина       | Трке | Трке | Трке | Трке | Трке | Трке | Трке | Трке | Трке | Трке | Трке | Резултат | Пласман |
| Такмичар     | Дисциплина       | 1    | 2    | 3    | 4    | 5    | 6    | 7    | 8    | 9    | 10   | 11   | Резултат | Пласман |
| ------------ | ---------------- | ---- | ---- | ---- | ---- | ---- | ---- | ---- | ---- | ---- | ---- | ---- | -------- | ------- |
| Јоханес Ахун | Једрење на дасци | 35   | 34   | 32   | 34   | 31   | 30   | 29   | 25   | 30   | 28   | НП   | 273      | 33      |
| Денис Карпак | Ласер            | 16   | 20   | (41) | 37   | 38   | 2    | 4    | 35   | 14   | НОД  | НП   | 166      | 25      |

НОД = није одржано због лошег времена, НП = није се пласирао

## Мачевање

### Мушкарци
| Такмичар           | Диспилина       | 1 коло (64)        | 2 коло (32)       | 3 коло (16)        | Четвртфинале       | Полуфинале        | Финале             | Финале  |
| Такмичар           | Диспилина       | Противник Резултат | Противнк Резултат | Противник Резултат | Противник Резултат | Противнк Резултат | Противник Резултат | Пласман |
| ------------------ | --------------- | ------------------ | ----------------- | ------------------ | ------------------ | ----------------- | ------------------ | ------- |
| Николај Новосјолов | Мач појединачно | Набил Д 15-8       | Жанет И 14-15     | Није се пласирао   | Није се пласирао   | Није се пласирао  | Није се пласирао   | 30      |

## Одбојка на песку

### Мушкарци
| Такмичари                | Дисциплина | Квалификације Група А                                                                                         | Standing         | коло са 16        | Четвртфинале       | Полуфинале         | Финале  |
| Такмичари                | Дисциплина | Противник Резултат                                                                                            | Standing         | Противнк Резултат | Противник Резултат | Противник Резултат | Пласман |
| ------------------------ | ---------- | --- | ---------------- | ----------------- | ------------------ | ------------------ | ------- |
| Кристјан Каис Риво Весек | Парови     | Херера - Меса 0:2 (18:21 / 21:23) Xu - Wu 1:2 (21:15 / 11:21 / 13:15) Гош - Хорст 1:2 (16:21 / 21:18 / 12:15) | Није се пласирао | Није се пласирао  | Није се пласирао   | Није се пласирао   |         |

##### Табела групе А
| Пласман | Играчи                  | ИГ | Д | И | СД | СИ | ПД  | ПП  | Бод. |
| ------- | ----------------------- | -- | - | - | -- | -- | --- | --- | ---- |
| 1       | Кина, Xu - Wu           | 3  | 3 | 0 | 6  | 1  | 135 | 104 | 6    |
| 2       | Шпанија, Herrera - Mesa | 3  | 2 | 1 | 4  | 2  | 114 | 107 | 5    |
| 3       | Аустрија, Гош - Хорст   | 3  | 1 | 2 | 2  | 5  | 111 | 133 | 4    |
| 4       | Естонија, Каис - Весик  | 3  | 0 | 3 | 2  | 6  | 133 | 149 | 3    |

## Пливање

### Мушкарци
| Дисциплина     | Пливач            | Квалификације | Квалификације | Полуфинале       | Полуфинале       | Финале           | Финале |
| Дисциплина     | Пливач            | Време         | Место         | Време            | Место            | Време            | Место  |
| -------------- | ----------------- | ------------- | ------------- | ---------------- | ---------------- | ---------------- | ------ |
| 50 м слободно  | Мико Молберг      | 22,37 НР      | група:9 - 2   | Није се пласирао | Није се пласирао | Није се пласирао | 25/97  |
| 100 м слободно | Данил Хаустов     | 50,92         | група:4 — 8   | Није се пласирао | Није се пласирао | Није се пласирао | 51/64  |
| 200 м слободно | Владимир Сидоркин | 1:51,27 НР    | група:2 — 2   | Није се пласирао | Није се пласирао | Није се пласирао | 45/57  |
| 100 м прсно    | Марти Аланд       | 1:02,46 НР    | група:4 — 5   | Није се пласирао | Није се пласирао | Није се пласирао | 45/65  |
| 200 м прсно    | Марти Аланд       | 2:16,52       | група:2 — 5   | Није се пласирао | Није се пласирао | Није се пласирао | 46/53  |
| 200 м леђно    | Андрес Олвик      | 2:03,66       | група:2 — 6   | Није се пласирао | Није се пласирао | Није се пласирао | 40/42  |
| 200 м мешовито | Martin Liivamägi  | 2:03,56       | група:4 — 8   | Није се пласирао | Није се пласирао | Није се пласирао | 35/47  |

### Жене
| Дисциплина     | Пливачица     | Квалчификације | Квалчификације | Полуфинале         | Полуфинале         | Финале             | Финале |
| Дисциплина     | Пливачица     | Време          | Место          | Време              | Место              | Време              | Место  |
| -------------- | ------------- | -------------- | -------------- | ------------------ | ------------------ | ------------------ | ------ |
| 50 м слободно  | Трин Аљанд    | 25,29          | група:9 — 1    | Није се пласирала  | Није се пласирала  | Није се пласирала  | 21/92  |
| 100 м слободно | Triin Aljand  | 56,10          | група:4 — 5    | Није се пласирала' | Није се пласирала' | Није се пласирала' | 33/49  |
| 200 м слободно | Елина Партека | 2:00,64 НР     | група:2 — 1    | Није се пласирала' | Није се пласирала' | Није се пласирала' | 28/46  |
| 200 м делфин   | Triin Aljand  | 59,43 НР       | Heat:2 1st     | Није се пласирала' | Није се пласирала' | Није се пласирала' | 32/49  |
| 400 м мешовито | Ана-Лиса Пелд | 4:58,21        | група:1 — 4    | Није се пласирала' | Није се пласирала' | Није се пласирала' | 35/38  |

## Ритмичка гимнастика
| Такмичарка  | Дисциплина  | Квалификације | Квалификације | Квалификације | Квалификације | Квалификације | Квалификације | Финале            | Финале            | Финале            | Финале            | Финале            | Финале            | Детаљи |
| Такмичарка  | Дисциплина  | Обруч         | Лопта         | Чуњеви        | Трака         | Укупно        | Место         | Обруч             | Лопта             | Чуњеви            | Трака             | Укупно            | Место             | Детаљи |
| ----------- | ----------- | ------------- | ------------- | ------------- | ------------- | ------------- | ------------- | ----------------- | ----------------- | ----------------- | ----------------- | ----------------- | ----------------- | ------ |
| Ирена Кикас | Појединачно | 15,650        | 15,225        | 15,700        | 16,200        | 62,775        | 20/24         | Није се пласирала | Није се пласирала | Није се пласирала | Није се пласирала | Није се пласирала | Није се пласирала |        |

## Стрељаштво

### Мушкарци
| Стрелац       | Дисциплина | 1 дан | 1 дан | 1 дан | 2 дан | 2 дан | Квалификације | Квалификације | Финале           | Укупно           | Распуцавање      | Место |
| Стрелац       | Дисциплина | 1     | 2     | 3     | 1     | 2     | Укупно        | Место         | Финале           | Укупно           | Распуцавање      | Место |
| ------------- | ---------- | ----- | ----- | ----- | ----- | ----- | ------------- | ------------- | ---------------- | ---------------- | ---------------- | ----- |
| Андреј Инешин | Скит       | 22    | 24    | 20    | 24    | 25    | 115           | 18/41         | Није се пласирао | Није се пласирао | Није се пласирао | 18    |

## Тенис

### Жене
Марија Ани је ушла на турнир као резерва због отказа неких тенисерки.
| Тенисерка (ВТА)       | Диспилина   | 1 коло (64)           | 1 коло (64)      | 2 коло (32)                   | 2 коло (32)       | 3 коло (16)       | 3 коло (16)       | Четвртфинале      | Четвртфинале      | Полуфинале        | Полуфинале        | Финале            | Финале            | Финале  |
| Тенисерка (ВТА)       | Диспилина   | Противница            | Резултат         | Противница                    | Резултат          | Противница        | Резултат          | Против.           | Рез.              | Против.           | Рез.              | Против.           | Рез.              | Пласман |
| --------------------- | ----------- | --------------------- | ---------------- | ----------------------------- | ----------------- | ----------------- | ----------------- | ----------------- | ----------------- | ----------------- | ----------------- | ----------------- | ----------------- | ------- |
| Марет Ани             | појединачно | Л. Шафарова (73)      | И 4:6, 2:6       | Није се пласирала             | Није се пласирала | Није се пласирала | Није се пласирала | Није се пласирала | Није се пласирала | Није се пласирала | Није се пласирала | Није се пласирала | Није се пласирала |         |
| Каја Канепи (48)      | појединачно | Ф. Пенета (17) 14 нос | Д 6:2, 7:6 (8:6) | В. Разано (27)                | Д 6:4, 7:5        | Ли На (43)        | И 6:4, 2:6, 0:6   | Није се пласирала | Није се пласирала | Није се пласирала | Није се пласирала | Није се пласирала | Није се пласирала | 16      |
| Каја Канепи Марет Ани | парови      |                       |                  | В. Азаренка БЛР Т. Путчек БЛР | И 2:6, 2:6        | Није се пласирала | Није се пласирала | Није се пласирала | Није се пласирала | Није се пласирала | Није се пласирала | Није се пласирала | Није се пласирала |         |

## Триатлон

### Мушкарци
| Такмичар     | Дисциплина           | Пливање | Бициклизам | Трчање | Укупно     | Плласман |
| ------------ | -------------------- | ------- | ---------- | ------ | ---------- | -------- |
| Марко Алберт | Мушкарци појединачно | 18:09   | 59:12      | 35:54  | 1:54:13.58 | 41       |

## Џудо

### Мушкарци
| Такмичар     | Дисциплина | Квалификације      | 1 коло (32)               | 2 коло (16)                   | Четвртфинале       | Полуфинале         | 1 коло репасаж    | Четвртфинале репасаж | Полуфинале репасаж | Финал   |
| Такмичар     | Дисциплина | Противник Резултат | Противнк Резултат         | Противник Резултат            | Противник Резултат | Противник Резултат | Противнк Резултат | Противник Резултат   | Противник Резултат | Пласман |
| ------------ | ---------- | ------------------ | ------------------------- | ----------------------------- | ------------------ | ------------------ | ----------------- | -------------------- | ------------------ | ------- |
| Мартин Падар | +100 кг    |                    | Kim Sungbum Д 1100 / 0000 | João Schlittler И 0000 / 0010 | Није се пласирао   | Није се пласирао   | Није се пласирао  | Није се пласирао     | Није се пласирао   |         |